# Åker

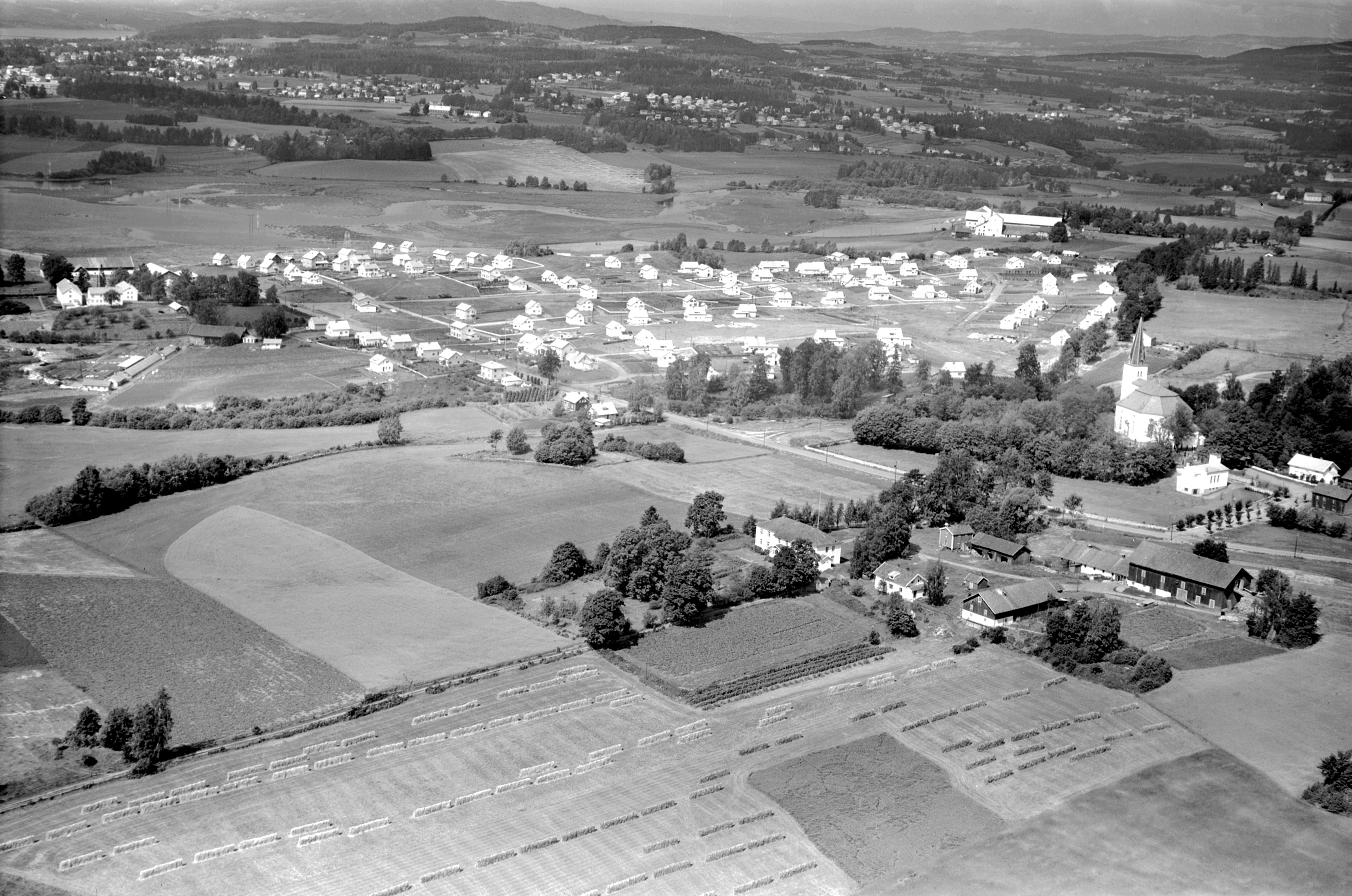
Luftaufnahme (1956), rechts vorne: Gutshof Åker

Åker ist eine historische Kulturlandschaft in der Provinz (Fylke) Innlandet in Norwegen.

## Geografische Lage
Åker liegt in einer Ebene östlich von Hamar und reichte im Osten bis zum Ufer des Mjøsa-Sees, der bis in die Frühmoderne auch ein wichtiger Verkehrsweg war. Der Boden ist fruchtbar, für Landwirtschaft gut geeignet, bringt reiche Erträge und konnte eine relativ große Bevölkerung ernähren. Schon in urgeschichtlicher Zeit verlief hier auch der Fernweg von der Südküste, dem Bereich um Oslo, Richtung Schweden.:7

## Geschichte
Aus der Region sind reiche archäologische Funde vom Ende der frühen Eisenzeit bekannt. Die spektakulärsten sind Grabbeigaben aus großen Hügelgräbern, die Mitgliedern der sozialen Führung („Häuptlingen“) zugeordnet werden, darunter reich dekorierte Waffen und Rüstungen sowie ein Schatzfund aus goldenen Ringen, der etwa 1 kg wog. Gleiches gilt auch für die Periode der Wikinger (800–1000). Die Funde befinden sich heute zum Teil im Anno-Museum (bis 2009: Hedmark Museum) in Hamar und zum Teil im Historischen Museum in Oslo. Åker gilt als ein zentraler Ort der norwegischen Ur- und Frühgeschichte.:6 Die Flurnamenforschung ergibt zudem, dass das Gebiet in der vorchristlichen Zeit auch von großer kultischer Bedeutung war (Vidarshov, Torshov, Dystingbo und Disen), was wiederum mit einem regionalen Thing („þing“) verbunden war. Eventuell handelte es sich um das Eidsivathing. In der Region ist für diese Zeit weiter eine umfangreiche Eisenproduktion belegt.:10 Der Ort war somit von herausgehobener Bedeutung in religiöser, politischer und ökonomischer Hinsicht.
Die Königssage Morkinskinna berichtet über das Treffen zwischen König Magnus I. und Harald (III.) Hardråde († 1066) auf dem Hof „Akr“, nachdem letzterer aus Byzanz zurückgekehrt war. Harald wurde auf diesem Treffen als Mitkönig anerkannt. Unter König Harald III. Hardråde wurde das Gebiet des Häuptlings von Åker in das sich formierende Königreich Norwegen integriert und hier entstand als Zentrum ein königlicher Hof.:11 Die ansässige Bevölkerung wurde christianisiert und etwa 100 Jahre später entstand das Bistum Hamar (1152/54), das seinen Mittelpunkt mit Dom und Bischofsburg etwa vier Kilometer westlich, auf der Halbinsel Domkirkeodden am Ufer des Mjøsa-Sees, wählte.

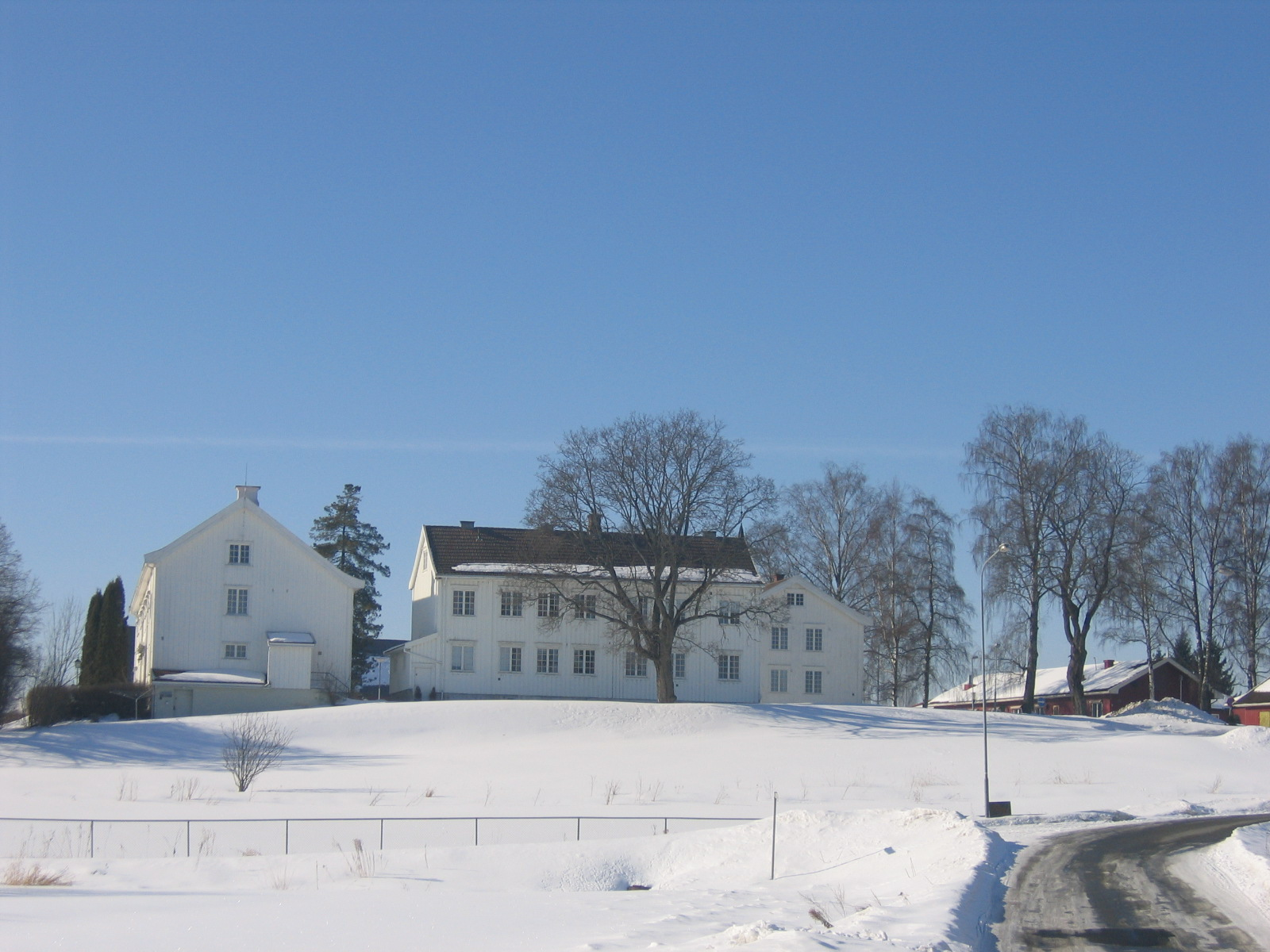
Gutshof Åker

Der Königshof entwickelte sich im Laufe der Zeit zu einem Gutshof, Åker gård. Verwaltungsmäßig gehörte er zu Vang (Hedmark). Der westliche Bereich der historischen Kulturlandschaft Åker wurde im Laufe der Zeit von der wachsenden Stadt Hamar eingenommen, einer Neugründung aus der Mitte des 19. Jahrhunderts.